# Teorema do índice de Atiyah-Singer
Na geometria diferencial, o teorema do índice de Atiyah-Singer afirma que para um operador diferencial elíptico sobre uma variedade compacta, o índice analítico (relacionado com a dimensão do espaço de soluções) é igual ao índice topológico (definida em termos de alguns dados topológicos). Ele inclui muitos outros importantes teoremas (como o teorema de Riemann-Roch) como casos especiais, e tem aplicações em física teórica.
Foi provado por Michael Atiyah e Isadore Singer em 1963.

## Índice analítico
Quando devidamente estendido a um espaço de Sobolev, todo operador diferencial elíptico {\displaystyle D} pode ser visto como um operador de Fredholm- ou seja, um operador contínuo com núcleo e conúcleo de dimensão finita. Assim, os espaços vetoriais {\displaystyle \ker(D)} e {\displaystyle \operatorname {coker} (D)=\ker(D^{*})} têm dimensão finita, e portanto podemos calcular o índice analítico do operador:
{\displaystyle \operatorname {Ind} (D)=\dim \ker(D)-\dim \operatorname {coker} (D)}
que é um invariante topológico de operadores de Fredholm entre espaços de Hilbert (isto é, dois operadores do tipo são homotópicos em {\displaystyle B(H)} exatamente quando têm mesmo índice).

## Índice topológico
Usando invariantes topológicas conhecidas como classes características, é possível associar a um operador elíptico {\displaystyle D} o seu índice topológico, igual à expressão
{\displaystyle (-1)^{n}\operatorname {ch} (D)\operatorname {Td} (TX\otimes \mathbb {C} )[T^{*}X]=(-1)^{n}\int _{T^{*}X}\operatorname {ch} (D)\operatorname {Td} (TX\otimes \mathbb {C} )}
onde
- {\displaystyle \operatorname {Td} (TX\otimes \mathbb {C} )} é a classe de Todd do fibrado tangente complexificado;
- {\displaystyle \operatorname {ch} (D)} é igual a {\displaystyle \operatorname {ch} (d(p^{*}E,p^{*}F,\sigma (D)))}, onde
  - {\displaystyle \operatorname {ch} :K(X)\otimes \mathbb {Q} \to H^{*}(X;\mathbb {Q} )} é o caráter de Chern;
  - {\displaystyle d(p^{*}E,p^{*}F,\sigma (D))} é o "elemento de diferença" em {\displaystyle K(B(X)/S(X))} associado aos fibrados {\displaystyle p^{*}E} e {\displaystyle p^{*}F} sobre {\displaystyle B(X)=\{(v,x)\in T^{*}X;\vert \vert v\vert \vert \leq 1,\,x\in X\}} e o isomorfismo {\displaystyle \sigma (D)} entre eles no subespaço {\displaystyle S(X)=\{(v,x)\in T^{*}X;\vert \vert v\vert \vert =1,\,x\in X\}};
  - {\displaystyle \sigma (D)} é o símbolo de {\displaystyle D}.

Em algumas situações, é possível simplificar a fórmula acima para fins computacionais. Em particular, se {\displaystyle X} é uma variedade (compacta) orientável {\displaystyle 2m}-dimensional cuja classe de Euler {\displaystyle e(TX)} é não-nula, então aplicando o isomorfismo de Thom e dividindo pela classe de Euler, o índice topológico pode ser expresso como
{\displaystyle (-1)^{m}\int _{X}{\frac {\operatorname {ch} (E)-\operatorname {ch} (F)}{e(TX)}}\operatorname {Td} (X)}
onde a divisão por formas faz sentido na medida em que fazemos o pullback de {\displaystyle e(TX)^{-1}} a partir do espaço classificante {\displaystyle BSO}.
O teorema do índice então afirma que:
o índice analítico é igual ao índice topológico.

## Exemplos

##### Teorema de Chern-Gauss-Bonnet
Seja {\displaystyle M} uma variedade compacta orientável de dimensão {\displaystyle n=2r}. Se {\displaystyle \Lambda ^{even}} representar a soma dos produtos exteriores de grau par do fibrado cotangente, e {\displaystyle \Lambda ^{odd}} a soma dos de grau ímpar, defina {\displaystyle D=d+d^{*}}, considerado como uma aplicação de {\displaystyle \Lambda ^{even}} a {\displaystyle \Lambda ^{odd}}.  Então o índice analítico de {\displaystyle D} é a característica de Euler de {\displaystyle \chi (M)}, e o índice analítico é a integral da classe de Euler sobre a variedade. Essa é a versão "topológica" do teorema de Chern-Gauss-Bonnet.
Mais concretamente, segundo uma variação do princípio de divisão, se {\displaystyle E} é um fibrado vetorial real de dimensão {\displaystyle n=2r}, para provarmos fórmulas envolvendo classes características, é possível supor que existem fibrados de linha complexos {\displaystyle l_{1},...l_{r}} tais que {\displaystyle E\otimes \mathbb {C} =l_{1}\oplus {\overline {l_{1}}}\oplus ...l_{r}\oplus {\overline {l_{r}}}}. Logo, podemos tratar das raízes de Chern {\displaystyle x_{i}(E\otimes \mathbb {C} )=c_{1}(l_{i})}, {\displaystyle x_{r+i}(E\otimes \mathbb {C} )=c_{1}({\overline {l_{i}}})=-x_{i}(E\otimes \mathbb {C} )}, {\displaystyle i=1,...,r}.
Usando raízes de Chern como acima e aplicando as propriedades básicas da classe de Euler, temos que {\displaystyle e(TM)=\prod _{i}^{r}x_{i}(TM\otimes \mathbb {C} )}. Em relação ao caráter de Chern e à classe de Todd,
{\displaystyle {\begin{aligned}\operatorname {ch} (\Lambda ^{even}-\Lambda ^{odd})&=1-\operatorname {ch} (T^{*}M\otimes \mathbb {C} )+\operatorname {ch} (\Lambda ^{2}T^{*}M\otimes \mathbb {C} )-...+(-1)^{n}\operatorname {ch} (\Lambda ^{n}T^{*}M\otimes \mathbb {C} )\\&=1-\sum _{i}^{n}e^{-x_{i}}(TM\otimes \mathbb {C} )+\sum _{i<j}e^{-x_{i}}e^{-x_{j}}(TM\otimes \mathbb {C} )+...+(-1)^{n}e^{-x_{1}}...e^{-x_{n}}(TM\otimes \mathbb {C} )\\&=\prod _{i}^{n}(1-e^{-x_{i}}(TM\otimes \mathbb {C} ))\end{aligned}}}
{\displaystyle {\begin{aligned}\operatorname {Td} (TM\otimes \mathbb {C} )=\prod _{i}^{n}{\frac {x_{i}}{1-e^{-x_{i}}}}(TM\otimes \mathbb {C} )\end{aligned}}}
Aplicando o teorema do índice,
{\displaystyle \chi (M)=(-1)^{r}\int _{M}{\frac {\prod _{i}^{n}(1-e^{-x_{i}})}{\prod _{i}^{r}x_{i}}}\prod _{i}^{n}{\frac {x_{i}}{1-e^{-x_{i}}}}(TM\otimes \mathbb {C} )=(-1)^{r}\int _{M}(-1)^{r}\prod _{i}^{r}x_{i}(TM\otimes \mathbb {C} )=\int _{M}e(TM)},
que é a versão topológica do teorema de Chern-Gauss-Bonnet (a geométrica sendo obtida ao aplicarmos o homomorfismo de Chern-Weil).

##### Teorema de Hirzebruch-Riemann-Roch
Seja X uma variedade complexa de dimensão (também complexa) {\displaystyle n} e V um fibrado vetorial holomórfico sobre X. Se  E e F forem as somas dos fibrados de formas diferenciais com coeficientes em V de tipo (0,i) com i par (no caso de E) ou ímpar (no caso de F), consideramos o operador diferencial
{\displaystyle D={\overline {\partial }}+{\overline {\partial }}^{*}}
restrito a E. 
Nesse caso, o índice analítico do operador é a característica de Euler holomórfica de V:
{\displaystyle {\textrm {index}}(D)=\sum _{p}(-1)^{p}{\textrm {dim}}\,H^{p}(X,V)=\chi (X,V)}
Como estamos tratando de fibrados que já são compelxos, calcular o índice topológico é mais simples. Usando raízes de Chern e fazendo contas similares às do exemplo anterior, a classe de Euler é dada por {\displaystyle e(TX)=\prod _{i}^{n}x_{i}(TX)} e
{\displaystyle \operatorname {ch} (\sum _{j}^{n}(-1)^{j}V\otimes \Lambda ^{j}{\overline {T^{*}X}})=\operatorname {ch} (V)\prod _{j}^{n}(1-e^{x_{j}})(TX)}
{\displaystyle \operatorname {Td} (TX\otimes \mathbb {C} )=\operatorname {Td} (TX)\operatorname {Td} ({\overline {TX}})=\prod _{i}^{n}{\frac {x_{i}}{1-e^{-x_{i}}}}\prod _{j}^{n}{\frac {-x_{j}}{1-e^{x_{j}}}}(TX)}
Aplicando o teorema do índice, obtemos o teorema de Hirzebruch-Riemann-Roch:
{\displaystyle \chi (X,V)=\int _{X}\operatorname {ch} (V)\operatorname {Td} (TX)}
Na verdade, obtemos uma generalização a todas as variedades complexas: a demonstração original de Hirzebruch funcionava somente para variedades projetivas.